# Gerfried Joseph Hastreiter
Gerfried Joseph Hastreiter FSC (* 23. August 1912 als Joseph Hastreiter in Furth im Wald, Bezirksamt Cham; † 12. Februar 1945 in Manila, Philippinen) war ein deutscher Schulbruder und Märtyrer. 

## Leben
Joseph Hastreiter absolvierte das Noviziat der Schulbrüder in Bad Honnef (unter dem Ordensnamen Gerfried Joseph) und das Scholastikat im Kloster Maria Tann in Unterkirnach. Er ging zum Erlernen des Englischen nach Ceylon. Dann unterrichtete er Physik an einer Ordensschule in Hongkong. Mit dem Ausbruch des Zweiten Weltkriegs wechselte er an das Kolleg der Schulbrüder in das anfänglich neutrale Manila auf den Philippinen. Dort fiel er kurz vor Kriegsende mit 40 anderen einem Massaker durch die japanische Besatzungsmacht zum Opfer.

## Gedenken
Die Römisch-katholische Kirche in Deutschland hat Bruder Gerfried Joseph Hastreiter als Märtyrer in das deutsche Martyrologium des 20. Jahrhunderts aufgenommen.